# Ottocium
Ottocium (łac. Diocesis Ottocensis) – stolica historycznej diecezji w Dalmacji. Diecezja została erygowana w roku 1460. Skasowana i włączona w skład diecezji Senj w roku 1534. Sufragania archidiecezji Split, współcześnie miejscowość Otočac w Chorwacji. Obecnie katolickie biskupstwo tytularne. 

## Biskupi tytularni
| Lp. | Biskup                        | Funkcja                                                 | Od                  | Do              |
| --- | ----------------------------- | ------------------------------------------------------- | ------------------- | --------------- |
| 1   | Patrick Webster               | biskup pomocniczy Saint George’s (Grenada)              | 26 czerwca 1969     | 7 marca 1970    |
| 2   | Maurice Delorme               | biskup pomocniczy Lyonu (Francja)                       | 2 października 1975 | 27 grudnia 2012 |
| 3   | Joaquím Humberto Pinzón Güiza | wikariusz apostolski Puerto Leguízamo-Solano (Kolumbia) | 21 lutego 2013      |                 |